# Józef Kazimierz Piotrowski

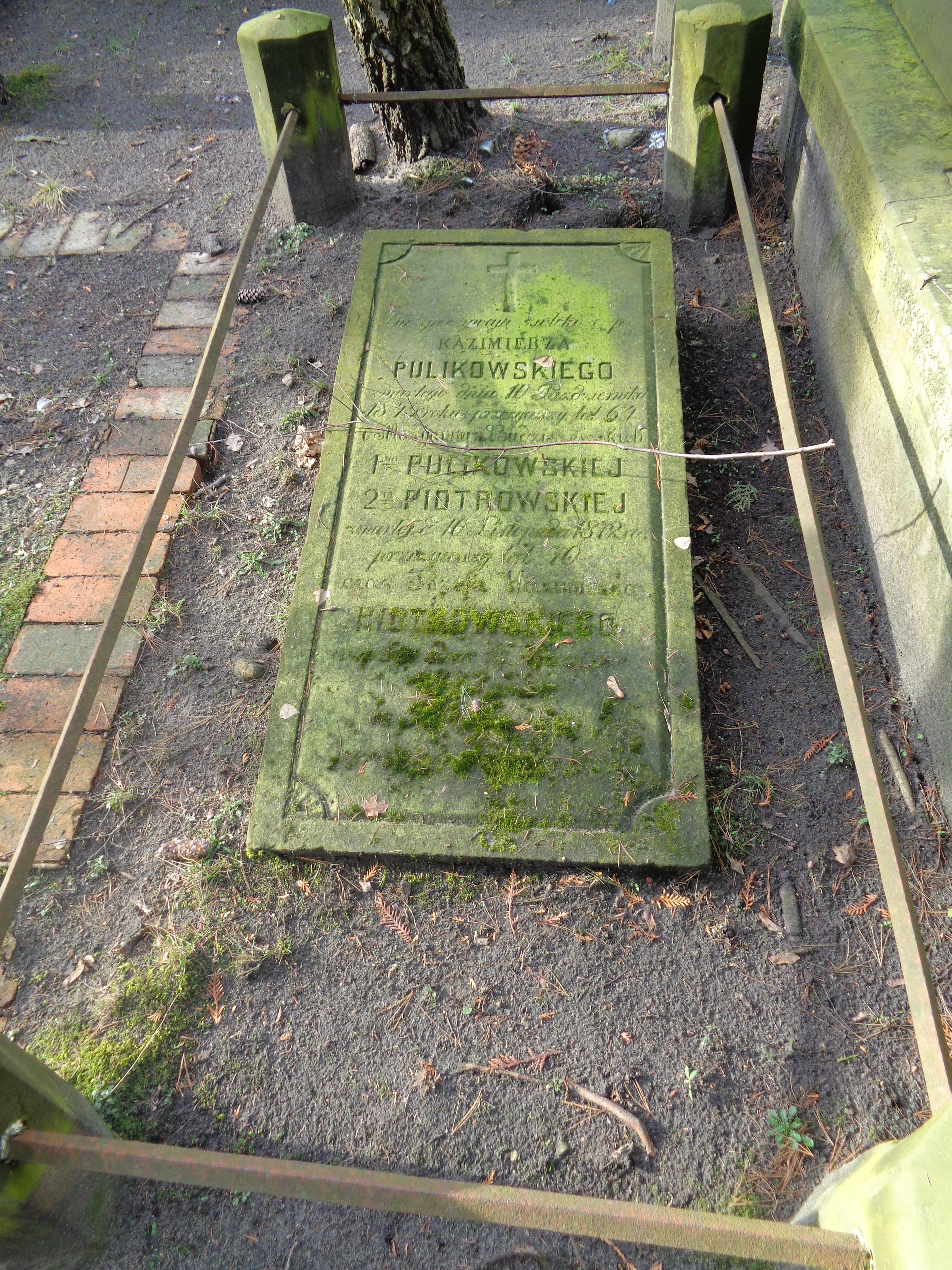
Grób Józefa Kazimierza Piotrowskiego na cmentarzu Powązkowskim

Józef Kazimierz Piotrowski (ur. 27 lutego 1817 w Czerwińsku nad Wisłą, zm. 16 kwietnia 1873 w Warszawie) – polski kompozytor i organista. Uczeń Antoniego Milwida, brat kompozytora i dyrygenta Franciszka Piotrowskiego.
Urodził się w Czerwińsku nad Wisłą. Uczęszczał do szkół wojewódzkich w Płocku. Był uczniem Antoniego Milwida, a następnie swojego brata, Franciszka Piotrowskiego, dyrektora orkiestry katedralnej w Płocku. Dd 1838 do śmierci w 1873 był organistą przy Kościele św. Józefa Oblubieńca w Warszawie. Napisał 8 mszy, z czego 3 zostały wydrukowane: B-dur i F-dur z polskim tekstem i żałobne Requiem d-moll, a wśród niewydanych także łacińską Mszę pastoralną B-dur. Skomponował ponadto Salve Regina, kilkanaście offertoriów (w 1867 podaje się 9), pieśni i 6 antyfon na uroczystość Serca Pana Jezusa. Utwory jego wykonywane były w kilku warszawskich kościołach. Nauczał gry na fortepianie.
Był żonaty z Marianną z Budziszewskich, primo voto Pulikowską (zm. 1872), z którą miał córkę.
Został pochowany na cmentarzu Powązkowskim (kwatera 10-1-18). Podczas mszy pogrzebowej miejscowy amatorski chór pod dyrekcją Aleksandra Jareckiego pod zaśpiewał Requiem, a na cmentarzu wykonano Ave Maria Wilhelma Troszla i Salve Regina Tomasza Napoleona Nideckiego.